# 高家坊站
高家坊站是一个京广线上的铁路车站，位于湖南省汨罗市高家坊镇，建于1918年，目前为四等站，邮政编码为414408。现已不办理客运业务；货运办理整车货物发到。